# وال ویستا (تگزاس)
وال ویستا (به انگلیسی: Valle Vista) یک منطقهٔ مسکونی در ایالات متحده آمریکا است که در تگزاس واقع شده‌است. وال ویستا ۴۶۹ نفر جمعیت دارد.